# Jeanne D'arc Girubuntu
Jeanne D'arc Girubfox (sinh ngày 6 tháng 5 năm 1995) là một tay đua xe đạp nữ đến từ Rwanda. Cô đã trở thành nhà vô địch cuộc đua đường trường quốc gia Rwanda năm 2014. Năm 2015, cô được mời đào tạo tại Trung tâm đạp xe thế giới ở Thụy Sĩ trong ba tháng. Cô là tay đua nữ Rwandan đầu tiên làm như vậy, và tay đua thứ một nghìn được đào tạo tại WCC.